# Usina Hidrelétrica de Tucuruí
A Usina Hidrelétrica de Tucuruí é uma central hidroelétrica no Rio Tocantins, no município de Tucuruí (a cerca de 300 km ao sul de Belém), no estado do Pará, com uma capacidade geradora instalada de 8 370 MW. 
Em potência instalada, Tucuruí é uma das maiores do mundo e a segunda maior usina hidroelétrica 100% brasileira, ficando apenas atrás da usina de Belo Monte. Seu vertedouro, com capacidade para 110 000 m³/s, é o segundo maior do mundo. A construção foi iniciada em 24 de novembro de 1974. A usina foi inaugurada em 22 de novembro de 1984 pelo presidente João Figueiredo com capacidade de 4 000 MW, ampliados em meados de 2010 para 8 370 MW.
A UHE Tucuruí é a principal usina integrante do Subsistema Norte do Sistema Interligado Nacional (SIN), sendo responsável pelo abastecimento de grande parte das redes: da Equatorial Pará (anteriormente Celpa) (no Pará), da Equatoral Maranhão (no Maranhão) e da Celtins (no Tocantins). Em períodos de cheia no rio Tocantins, a Usina de Tucuruí também complementa a demanda do restante do país através do SIN. Uma eclusa e um canal de 5,5 km possibilita a navegação fluvial entre Belém e Santa Isabel.
A barragem de Tucuruí, de terra, tem 11 km de comprimento e 78 m de altura. O desnível da água varia com a estação entre 58 e 72 m. O reservatório tem 200 km de comprimento e 2 850 km² de área quando cheio, ou seja 0,341 km² por MW instalado. Quando o nível é mínimo (62 m), a área alagada diminui em cerca de 560 km². A vazão média do rio ao longo do ano nesse ponto é aproximadamente 11 000 m³/s; a máxima observada (março de 1980) foi 68 400 m³/s.  O reservatório tem volume total de 45,5 km³ (para cota de 72 m) e volume útil de 32,0 km³  A usina está ligada à rede nacional pela linha de transmissão entre Presidente Dutra (Maranhão) e a Usina Hidrelétrica de Sobradinho, via Boa Esperança (Piauí).

## Histórico
Os primeiros estudos de engenheiros brasileiros para aproveitamento hidrelétrico do Rio Tocantins começaram por volta de 1957. O projeto ganhou força na década de 1960 como parte de políticas do Governo Federal para o desenvolvimento e integração da Amazônia, e para atender a indústria de alumínio gerada pelos jazidas de bauxita da região. Outro objetivo era possibilitar a navegação naquele trecho do rio, originalmente cheio de corredeiras.
O projeto civil foi feito pelo Consórcio Projetista Engevix-Themag com estudos hidráulicos realizados no Laboratório de Hidráulica Saturnino de Brito por André Balança e Jorge Rios.  A construção coube à Construtora Camargo Corrêa e quebrou todos os recordes mundiais de terraplenagem, exigindo 50 223 188 m³ de escavações, 41 600 000 m³ de aterro e 6 000 000 m³ de concreto.
As turbinas e suas instalações foram projetadas na França pelo laboratório da Neyterc na cidade de Grenoble. Seis turbinas foram construídas no Brasil e as outras seis na França.
Para abrigar os operários e suas famílias, foram criadas, pela Eletronorte, as vilas residenciais Pioneira, Temporária I e Temporária II. As Vilas Temporárias I e II eram construídas em madeira e incluíam, além das residências, um centro comercial com um cinema, uma Escola Infantil (Chapeuzinho Vermelho), um hospital e um clube social. Construída anos mais tarde, em alvenaria, a Vila Permanente dispunha também de um aeroporto, um porto fluvial e um grande hospital para atendimento da população local, além dos funcionários da construção. Essas vilas eram condomínios fechados no meio da selva amazônica, com água e esgoto tratados, ruas pavimentadas, supermercados, e escolas desde creche até o nível técnico.
A partir de 1984, finalizada a primeira etapa da construção da hidrelétrica as vilas temporárias foram gradualmente desativadas, ao mesmo tempo que se desenvolvia a infraestrutura urbana da cidade de Tucuruí. Tinha inicialmente capacidade de 4000 MW.
Em junho de 1998, foi iniciada a construção da segunda casa de força da usina de Tucuruí, com 11 unidades geradoras de 375 MW e um sistema de transposição da barragem por meio de duas eclusas. A expansão da geração foi concluída em 2008, o que fez com que a usina atingisse a capacidade final de 8.370 MW, dobrando sua capacidade. O sistema de eclusas foi inaugurado em 2010. Os investimentos na expansão totalizaram R$ 3,7 bilhões.

## Custos e impacto econômico
O município de Tucuruí recebe royalties pela produção de energia elétrica e pela área inundada pela barragem, e por isso é a cidade com segundo maior orçamento no Pará, depois de Belém. Graças a esses recursos, a partir dos anos 1990 ela progrediu muito em urbanização e infra-estrutura.
Desde a construção em 1981 até a conclusão das eclusas em 2010 a barragem de Tucuruí não interrompeu a Hidrovia Tocantins-Araguaia, como alguns dizem, pois o rio Tocantins neste trecho nunca foi navegável, e só passaria a sê-lo com a conclusão das eclusas. 
Foi com o advento da obra da hidrelétrica que se fez a reforma agrária às margens do lago da hidrelétrica, onde foram construídas estradas vicinais e assentados centenas de pequenos agricultores. 
A inundação de vários povoados pelo lago da hidrelétrica obrigou a Eletronorte a construir dois povoados com infraestrutura urbana: Novo Repartimento na porção sudoeste e Breu Branco a leste, emancipados posteriormente do Município de Tucuruí em 31 de dezembro de 1992. Deve-se ressaltar que diversas cidades e povoados deslocados pela ELETRONORTE (Jacundá, Jatobal e outras) já eram frequentemente inundados pelas enchentes sazonais do rio Tocantins, como está registrado no filme "Águas de Março", efetuado pelos engenheiros Jorge Rios e Roneí Carvalho, sobre a grande cheia de 1980, a qual atingiu a vazão medida de 68 400 m3/s, considerada nos estudos de Hidrologia como a vazão de período de retorno de 100 anos.
O custo da Fase I da barragem foi US$ 7,5 bilhões (dólar de 1986), incluindo US$ 2 bilhões (23%) de juros do financiamento. As linhas de transmissão e sub-estações custaram outros US$ 1,3 bilhões.  Os custos de manutenção e operação médios (1995 a 1998) foram US$ 13,8 milhões por ano (em dólar de 1998). A produção entre 1995-99 foi em média 22,4 TWh por ano, a um custo unitário médio entre US$ 34 e US$ 58 por MWh, dependendo do modelo contábil usado.  Em comparação, a tarifa média nacional nesse período era US$ 70 por MWh. Entretanto, os benefícios econômicos regionais e nacionais esperados da usina nesse período foram  perdidos por conta de tarifas muito reduzidas (US$ 24/MWh em 1998) oferecidas às grandes indústrias, especialmente de alumínio (japonesas, canadenses e norte-americanas), por compromisso assumidos  no início do projeto.  Outro agravante foi a decisão do governo de usar cimento nacional a um preço elevado, para beneficiar os produtores nacionais, em vez de importar cimento mais barato da Colômbia.
Em 1998 a Fase 2 estava prevista para custar US$ 1,35 bilhões e a finalização das eclusas US$ 340 milhões, e um custo de US$ 20/MWh

## Impacto ambiental e social
Tucuruí foi construída entre 1974 e 1985, durante a ditadura militar, numa época em que havia relativamente pouca preocupação com questões ambientais e desprezo geral por direitos civis. O projeto inicial previa desmatamento da região a ser alagada, mas no fim apenas 140 km² dos 2.850 km² foram limpos, com perda de 2,5 milhões de m³ de madeira potencialmente comercializável. 
Estima-se que houve alguma perda de biodiversidade, especialmente de espécies de peixes adaptados às corredeiras ou que migravam ao longo do rio. (Em Tucuruí não foi construída nenhuma escada para peixes, precaução hoje considerada essencial para barragens nesse ambiente.) A pesca a jusante diminui de 1 000 para 500 toneladas por ano; porém, na região do reservatório ela aumentou de 300 para mais de 3 000 toneladas por ano, entre 1981 e 1998.
Enquanto boa parte da população a montante, incluindo grandes proprietários do vale de Caraipé e as tribos indígenas Parakanã, foi em parte indenizada e contemplada com  investimentos em infraestrutura, a tribo Gavião da Montanha e toda a população a jusante, incluindo os índios Assurini, não recebeu indenização alguma.

### Caso Agropecuária Capemi
Uma Comissão Parlamentar de Inquérito (CPI) instaurada na década de 1980 apurou vários atos de corrupção envolvendo a Agropecuária Capemi, contratada para extrair e comercializar toda a madeira da área que seria inundada com a construção da Usina Hidrelétrica de Tucuruí. A empresa foi criada apenas três meses antes do lançamento da licitação que previa as atividades de extração e comercialização da madeira. A Agropecuária Capemi faliu, tendo desmatado apenas 10% da área contratada. A represa causou desastre ambiental, causando o fenômeno da eutrofização, que é a liberação do dióxido de carbono e do metano devido à decomposição do material orgânico inundado.